# ボドナール・ラースロー
ボドナール・ラースロー（Bodnár László, 1979年9月25日 - ）は、ハンガリー・サボルチ・サトマール・ベレグ県マーテーサルカ出身の元同国代表サッカー選手。現役時代のポジションはディフェンダー。

## 経歴
ネムゼティ・バイノクシャーグIに属するデブレツェニVSCでプロデビュー。攻撃的な右サイドバックとして112試合に出場、7得点を記録した。
21歳でウクライナ・プレミアリーグの名門FCディナモ・キーウへ移籍、同リーグでの優勝などを経験する。半年間のFCアルセナル・キエフへのレンタル移籍を経て、2003年にエールディヴィジのローダJCへ完全移籍。同クラブでも右サイドバックのレギュラーとして38試合に出場、8ゴールを挙げる。
2006年1月にオーストリア・ブンデスリーガの強豪レッドブル・ザルツブルクへ移籍。当初はスタメンに定着できずベンチを温めるが、クルト・ヤーラ監督解任後ジョヴァンニ・トラッパットーニとローター・マテウスがそれぞれ監督とヘッドコーチに就任するとスタメンの座に定着、リーグでは得点こそ挙げていないものの、2006年12月までにリーグ戦27試合で12アシストを決めた。
しかし2006年12月からのウィンターブレイクで怪我をし長期離脱。2007年の夏には1度チームに復帰するものの、その後も再び怪我により離脱、2007-08シーズンを棒に振る事になった。2009-10シーズンより古巣のデブレツェニへ復帰。シーズンを終えフリーとなると、翌年より再びザルツブルクへ加入することが決定した。
強烈なロングシュートと右サイドからの鋭いクロスを得意とし、ハンガリー代表でも主力の右サイドバックの選手として活躍、副主将にも任命されている。

## タイトル
ディナモ・キエフ
- ウクライナ・プレミアリーグ : 2000-01, 2002-03
- ウクライナ・カップ : 2002-03

ザルツブルク
- オーストリア・ブンデスリーガ : 2006-07, 2008-09